# Rudolf Wiesner
Rudolf Ernst Wiesner (11. prosince 1890 Bílsko, Rakousko-Uhersko – 14. června 1974 Fritzlar, Spolková republika Německo) byl německý nacistický politik, vůdce Mladoněmecké strany v Polsku.

## Biografie
Narodil se v Alexandrovicích, části města Bílska, které tehdy patřilo do Rakouska-Uherska. Pocházel z dělnické rodiny. Absolvoval gymnázium v Bílsku a poté stavební fakultu Technické univerzity ve Štýrském Hradci v Rakousku. V roce 1922 byl zvolen do zastupitelstva Bílska a tuto funkci plnil po celé meziválečné období. Od roku 1935 působil jako místostarosta města Bílska.
V roce 1931 založil Mladoněmeckou stranu v Polsku (Jungdeutsche Partei in Polen), jež byla programově obdobou Sudetoněmecké strany (henleinovců) v Československu. Byl jejím vůdcem po celou dobu její existence, do roku 1939, kdy byla bez odporu začleněna do Národně socialistické německé dělnické strany (NSDAP). Z taktických důvodů odmítl bojkot polských parlamentních voleb německou minoritou v roce 1935, načež jej polský prezident Ignacy Mościcki jmenoval členem polského Senátu.
Před německým vpádem do Polska v roce 1939 byl Wiesner pro spolupráci s nacistickou pátou kolonou zatčen. Na základě senátorské imunity však byl z vazby propuštěn, načež odjel na území Svobodného města Gdaňsk. Tehdy se v Německu uvažovalo o vyhození Wiesnerovy vily v Bílsku do povětří jako o účinné operaci pod falešnou vlajkou, která by posloužila jako záminka k napadení Polska, nakonec bylo rozhodnuto, aby byla fingovaně přepadena říšská vysílačka v Gliwicích (tehdy Gleiwitz na německém území).
Po vypuknutí druhé světové války byl jmenován oberführerem SS a získal post v hlavním oddělení vnitřní správy okupační správy Generalgouvernementu. Od 7. července 1940 do konce války byl poslancem Reichstagu. Po válce se usadil v německé spolkové zemi Hesensko. Zemřel 14. června 1974 ve Fritzlaru.